# Benten-Insel
Die Benten-Insel (japanisch 弁天島 Benten-zima, englisch Benten Island) ist eine kleine Insel vor der Prinz-Harald-Küste des ostantarktischen Königin-Maud-Lands. Sie liegt 8 km westlich der Insel Ongulkalven im östlichen Teil der Lützow-Holm-Bucht.
Kartiert wurde sie anhand von Vermessungen und Luftaufnahmen einer japanischen Antarktisexpedition (1957–1962). Benannt ist die Insel nach Benten, der „Himmelsgöttin der Beredsamkeit“ aus dem Shintō.